# Antônio Soares Dias
Antônio Soares Dias (Montes Claros, 7 de junho de 1945 - Belo Horizonte, 29 de novembro de 2022) foi um advogado, professor, fazendeiro e político brasileiro do estado de Minas Gerais.
Antônio Dias formou-se na Faculdade de Direito da Universidade Federal de Minas Gerais (UFMG), no ano de 1968.
Antônio Dias foi deputado estadual em Minas Gerais durante a 8.ª legislatura (1975 a 1979), eleito pela Aliança Renovadora Nacional (ARENA), sendo o presidente mais jovem da Assembleia Legislativa de Minas Gerais (ALMG). 

Foi também deputado federal por Minas Gerais por duas legislaturas consecutivas, de 1983 a 1991.
Antônio Soares Dias é autor das seguintes obras:
Direitos fundamentais do homem (1968);
Deliberação legislativa nas constituições da Índia, Alemanha e Brasil (1969) - Monografia;
Sacrifício de Minas (1976)
Em defesa da vida (1979)